# Larry Wade
Larry Wade (* 22. November 1974 in Giddings, Texas) ist ein ehemaliger US-amerikanischer Leichtathlet.

## Werdegang
Larry Wade trainierte unter dem amerikanischen Spitzentrainer John Smith, der auch Größen wie Maurice Greene oder Ato Boldon betreute. Seinen größten internationalen Erfolg feierte er mit einem vierten Platz bei den Leichtathletik-Weltmeisterschaften 2003 in Paris über 110 m Hürden. 
Mit seiner Bestleistung von 13,01 Sekunden über 110 m Hürden war er seinerzeit auf Platz 11 der ewigen Bestenliste.

## Doping
Am 11. Mai 2004 wurde Wade bei einer Trainingskontrolle positiv auf 19-Nandrolon getestet. Nachdem der US-Leichtathletikverband USATF erst im September 2004 den Fall der US-Anti-Doping-Agentur übergab, wurde er im November 2005 rückwirkend zum 12. Juli 2004 gesperrt.

## Erfolge
- 1999: 3. Grand Prix Finale (110 m Hürden: 13,19 s)
- 2001: 3. Goodwill Games (110 m Hürden: 13,46 s)
- 2003: 4. Weltmeisterschaften (110 m Hürden: 13,34 s), 2. Panamerikanische Spiele (110 m Hürden: 13,35 s)

## Persönliche Bestleistungen
- 60 m Hürden (Halle): 7,44 Sekunden (2003)
- 110 m Hürden: 13,01 Sekunden (1999)
- 440 m Hürden: 50,82 Sekunden (1995)